# 平田幸正
平田 幸正（ひらた ゆきまさ、1925年5月5日 - 2014年2月15日）は日本の医師、医学博士、元日本糖尿病学会会長、初代東京女子医科大学病院糖尿病センター所長。

## 来歴
山口県小郡町（現山口市）出身。幼少期に開業医であった実父が急逝し、結核の母と自給自足で戦前戦中期を過ごした。同時期に多数の親類や知人を病で失い、「人命を救いたい」として自らも医者を目指し、九州大学医学部に進学した。
1948年9月に同学を卒業後に大学院に進み、助手、講師などを務めた。1960年から二年間の米国留学を経験し帰学。1970年に世界で初めてインスリン自己免疫症候群の症例を報告した。1953年7月、九州大学医学博士。
1969年10月から鳥取大学第一内科教授。1974年5月には日本糖尿病学会会長となった。同年夏には小児糖尿病サマーキャンプを企画し、自らも子ども達の指導とケアにあたった。このサマーキャンプは今日も「小児糖尿病大山サマーキャンプ」として継続して開催されている。
1975年7月から東京女子医科大学第三内科教授となり、日本の大学病院初となる糖尿病センターを設立し初代所長に就任。糖尿病センターは病院1号館内に設置されたが、単独建屋施設に入ったのは、1987年3月である。1987年から日本糖尿病協会副理事長、1990年から2年間、理事長となった。理事長時代には"患者友の会"であった同協会を、医師・コ・メディカル・患者たちの組織へと舵をきり、医療連携の強化を目指した。
1991年3月まで糖尿病センター所長を務め定年退職。古巣である福岡に戻り、病院顧問として診療を続けた。
2014年2月15日、満88歳で没した。

## インスリン自己免疫症候群
1968年、九州大学講師であった平田の元に低血糖症状の発作を起こした患者が運び込まれる。患者はインスリン注射や経口血糖降下薬を服用しておらず、膵臓の腺腫によるインスリン過多も見当たらなかった。平田はあるデータに着目した。抗体である。抗体がインスリンと結合し、体内を巡る。何らかのきっかけで分離したインスリンが血液中を大量に回り、低血糖症状を引き起こしていたのである。1970年に学会でこの症例を報告したが、出席者たちは半信半疑であったという。その後症例が多く報告され、平田説の妥当性が証明された。同症候群はのちに「平田病」（平田氏病とも）と呼ばれた。

## インスリン自己注射の適法化
インスリンが発見されたのは1921年のことである。欧米では早期に糖尿病患者に対するインスリン自己注射が解禁されたが、日本では厚生省や医師の根強い反対があり解禁とはならなかった。1950年代後半に発売された経口血糖降下薬の存在が大きかったためである。インスリン療法が必要な患者にとっては、週に何度か通院するか自費で購入するかしか方策はなかった。
平田は1971年に署名運動を始めた。11万人もの署名を集め厚生省へ提出したが、この時も認可はならなかった。一時期「長野方式」 と呼ばれる手法を用いた医師もいたが、1976年に厚生省から中止命令が出た。経口血糖降下薬は効き目の強い薬剤であり、投薬量を誤った医療過誤による事故例が平田の調査では日本全国で500例近くに上った。訴訟まで発展し、患者側が勝訴した事例もあった。この後も平田は厚生省や日本医師会へ月に何度をなく陳情を繰り返し、流れをつないだ。
1981年5月23日、中央社会保険医療協議会は厚生大臣に対する答申の中で、インスリン自己注射の保険適用を認めるべきとし、同年6月1日から実施された。平田の永年の懸案事項が解決した日であった。この答申直前まで厚生大臣の職にあった園田直もまた重篤な糖尿病患者であり、糖尿病の合併症である腎症を患っていた。

## エピソード
東京女子医科大学病院在職中は多忙を極め超長時間勤務に加え、食生活も乱れた結果、自身も2型糖尿病を発症した。以後は食事療法を徹底したという。弟子や患者たちからは「糖尿病の神様」として慕われた。
60歳になり医局員たちから還暦祝いが送られたが、そのお返しとして平田は耳掻きを配った。これは医学教育の祖、ウイリアム・オスラーの名言に肖ったものだという。平田は1991年3月に行われた退官最終講義でもこの言葉を述べて、若い医師・学生への戒めとした。

## 著書
- 「糖尿病」 （共著）1957年 医学書院刊
- 「糖尿病診療の実際」1965年 金原出版刊
- 「糖尿病 -早期発見から生活指導まで-」 （共著）1970年 医学書院刊
- 「食事療法シリーズ 糖尿病の食事療法」（共著）1973年 保健同人社刊
- 「百万人の医学4 糖尿病」 1976年 読売新聞社
- 「糖尿病の食事療法」1976年 金原出版刊
- 「臨床糖尿病講座Ⅰ」（共編）1976年 金原出版刊
- 「糖尿病ハンドブック」1980年 メジカルフレンド社刊
- 「糖尿病カラーアトラス」 （監修）1981年 南江堂刊
- 「糖尿病の正しい知識」 1981年 南江堂刊
- 「糖尿病診療の実際」（共編）1982年 医学書院刊
- 「糖尿病性腎症」（共編）1982年 医学書院刊
- 「糖尿病」（共著）1984年1月 医学書院刊
- 「糖尿病のマネージメント」（共編）1986年 医学書院刊
- 「糖尿病性神経障害の臨床」（平田編） 1988年9月 現代医療社刊
- 「糖尿病治療のこつ」 1989年11月 南光堂刊
- 「糖尿病の治療」 1991年3月 文光堂刊
- 「質疑応答糖尿病Q&A」（平田編） 1991年9月 日本医事新報社刊
- 「糖尿病の治療（追補版）」1993年10月 文光堂刊
- 「糖尿病の治療 第2版」 2003年4月 文光堂刊

ほか多数

## 受賞
- 1976年 - 朝日学術奨励賞：インスリン自己免疫症候群に関する研究[14]
- 1987年 - 日本糖尿病学会第1回ハーゲドーン賞：インスリン自己免疫症候群に関する研究[25]
- 1992年 - 日本糖尿病学会第6回坂口賞[25]
- 2009年 - 第2回糖尿病療養指導鈴木万平賞[26] インスリン自己注射問題の解決に対して[17]